# Faet
Faet (bra: Espíritos 2 - Você Nunca Está Sozinho) é um filme tailandês de 2007, gênero terror, dirigido por Banjong Pisanthanakun e Parkpoom Wongpooml.